# Sevnica slott

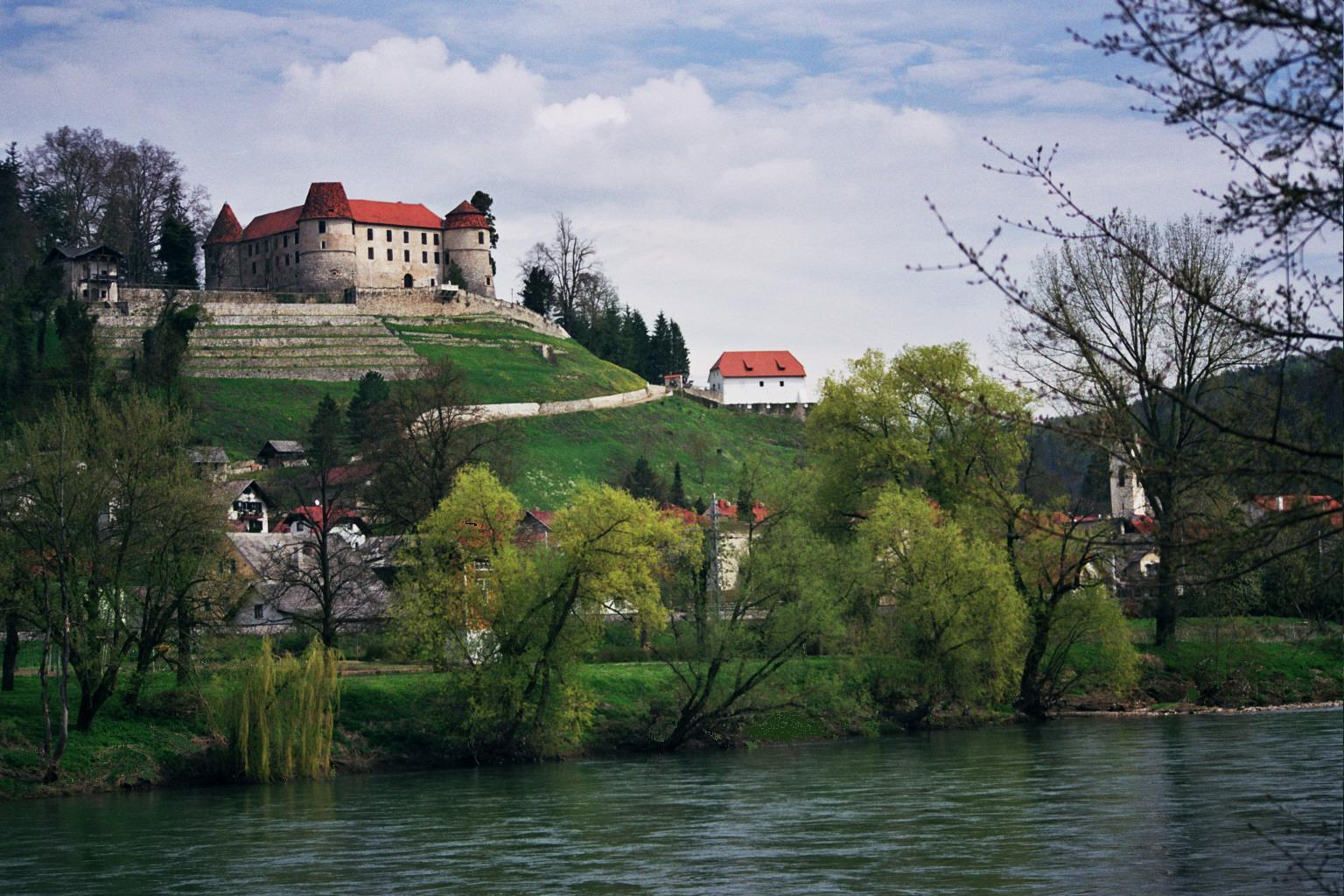
Sevnica slott och den Lutherska källaren

Sevnica slott (slovenska: Sevniški grad) är ett slott från 1100-talet som ligger på en kulle vid floden Sava i Slovenien. Slottet ligger ovanför staden  Sevnica.
Slottet ägdes under många hundra år av 
Ärkebiskopsdömet Salzburg.
Enligt legenden var slottet och omgivningarna  förbundna genom ett nätverk av tunnlar som hade byggts som skydd mot en turkisk invasion. Efter andra världskriget övertogs Sevnica slott av jugoslaviska staten och användes som bostad för många lokala familjer. Idag är slottet ett museum.
På sluttningen nedanför slottet ligger den så kallade "Lutherska källaren" som byggdes i mitten av 1500-talet. Den är inredd som ett kapell med kalkmålningar från omkring år 1600. Målningarnas motiv indikerar att källaren var ett hemligt protestantiskt kapell.